# Падун (приток Юргамыша)
Падун — река в России, протекает по Юргамышскому и Кетовскому районам Курганской области. Устье реки находится в 48 км по правому берегу реки Юргамыш. Длина реки составляет 14 км.
Населённые пункты — д. Падун Юргамышского района и д. Куртамыш Кетовского района.

## Данные водного реестра
По данным государственного водного реестра России относится к Иртышскому бассейновому округу, водохозяйственный участок реки — Тобол от впадения реки Уй до города Курган, речной подбассейн реки — Тобол. Речной бассейн реки — Иртыш.
Код объекта в государственном водном реестре — 14010500312111200002327.